# نيكولا رادوفتش
نيكولا رادوفتش (مواليد 20 أكتوبر 1933) هو لاعب كرة قدم. يلعب مع منتخب يوغوسلافيا لكرة القدم. سبق له أن لعب في كأس العالم لكرة القدم مع منتخب بلاده.

## روابط خارجية
- نيكولا رادوفتش على موقع الاتحاد الدولي (مؤرشف)  (الإنجليزية)
- نيكولا رادوفتش على موقع قاعدة بيانات كرة القدم.إي يو (الإنجليزية)
- نيكولا رادوفتش على موقع قاعدة بيانات كرة القدم.إي يو (الإنجليزية)
- نيكولا رادوفتش على موقع قاعدة بيانات كرة القدم.إي يو (الإنجليزية)
- نيكولا رادوفتش على موقع ناشيونال فوتبول تيمز (الإنجليزية)
- نيكولا رادوفتش على موقع أوليمبيديا (الإنجليزية)